# Samasi
Samasi is een bestuurslaag in het regentschap Gunungsitoli van de provincie Noord-Sumatra, Indonesië. Samasi telt 768 inwoners (volkstelling 2010).